# Estadio Fiscal Tucapel Bustamante Lastra
El Estadio Fiscal «Tucapel Bustamante Lastra» de Linares (anteriormente denominado Estadio Municipal de Linares) se ubica en la ciudad de Linares, Región del Maule, Chile. Fue inaugurado en 1921 y en él se disputan los partidos de local de Deportes Linares que milita en la Segunda División de Chile.

## Historia
El día 10 de junio de 1920 son adquiridos los terrenos denominados “El Guindal” y “El Manzanal”, por parte de la Federación Sportiva de Linares a la Sra. María Marina Toro viuda de Cifuentes. La inauguración del estadio se realizó el día 18 de julio del mismo año. En el año 1921, con motivo de ampliar el recinto deportivo, se adquirieron terrenos contiguos a María Petrona Muñoz viuda de Reyes.
Fue sede de la liguilla final de Tercera División 1994, promediando una asistencia de 6000 espectadores por jornada. En esa ocasión el cuadro linarense consiguió el anhelado título.
También allí se disputó la definición de la Tercera División 2004. Tras empatar en puntaje en el primer lugar de la liguilla final, Ñublense y Provincial Curicó Unido debieron definir el torneo en cancha neutral. Con el estadio repleto, el 28 de diciembre de aquel año, Ñublense ganó 2-0 y ascendió a la Primera B.
El año 2008 sirvió de localía a Ñublense, mientras su estadio era reconstruido para la Copa Mundial Femenina de Fútbol Sub-20 de 2008. En este recinto, el club chillanejo logró su primera clasificación a un torneo internacional (Copa Sudamericana), luego de ganar por 3-2 a Audax Italiano. Mientras que en 2010, fue ocupado de manera provisioria por Rangers mientras se remodelaba el Estadio Fiscal de Talca.
Entre 2015 y 2016 se refaccionó el acceso al estadio, creándose un nuevo pórtico y un nuevo paseo peatonal en su interior, además de modernizar la iluminación.El 29 de junio de 2016, el estadio es rebautizado con su actual nombre, en honor a Tucapel Bustamante, entrenador que dirigió en más ocasiones a Deportes Linares a lo largo de 3 décadas.
El recinto alberga, también, la Piscina Municipal y el Gimnasio Oriente "Nassim Nome Aguilera".
En 2022 fue sede de todos los partidos de la Copa América de Futbol de ConIFA 2022.